# AC-47 Spooky
AC-47 Spooky er en bevæbnet version af transportflyet C-47 Skytrain. Den var det første ildstøttefly (gunships) i United States Air Force, og blev udviklet under Vietnamkrigen. Man søgte at konstruere en flyvemaskine, der kunne skyde til den ene side, så en beskydning fra luften ikke blot blev beskydning under en overflyvning, men kunne opretholdes bygevist fra et kredsende fly.
I sin allerførste tid fik flyet præfikset FC-47 (for Fighter), da en anden version allerede var benævnt AC-47. Det var en version til elektronisk krigsførelse, men den blev omdøbt til EC-47 Electric Goon og Spooky fik sit rette navn med A som Attack.
Foruden en række lysbomber havde AC-47 3 stk. maskingeværer kaliber 7,62 mm pegende ud mod venstre fra flykroppen bag vingen. De kunne hver skyde 6.000 skud i minuttet, og kombinationen af lysbomber, lysspor og et relativt primitivt sigtemiddel hos piloten gav mulighed for at flyet kunne kredse og have det samme sted under beskydning. Maskingeværerne var i starten af typen SUU-11A, men blev senere erstattet af specielt byggede General Electric MXU-470/A 7.62 mm. Alle disse våben var af gatling-typen. Det siges, at en 6-7-sekunders byge kunne dække et areal på knap 50 m i diameter med et projektil pr. kvadratmeter.
53 stk. C-47 nåede at blive ombygget til ildstøttefly, men flyets alder og ringe hastighed gjorde det sårbart overfor antiluftskyts, så nyere flytyper blev også ombygget, bl.a. C-130 Hercules. Seneste 'skud' på stammen af ildstøttefly er Lockheed AC-130-H Spectre og -U Spooky der rummer to 20mm maskinkanoner, en 40mm og en 105mm haubits.
Som så mange andre fly fik disse ildstøttefly et kælenavn i løbet af krigen og hvad er mere rammende end Puff the magic dragon for den markante og frelsende byge af lyssporsprojektiler, som amerikanske soldater oplevede ved nattetide i den mørke jungle.

## Tidligere brugere
- El Salvadors luftvåben
- Cambodjas luftvåben
- Indonesiens luftvåben
- Laoss luftvåben
- Filippinernes luftvåben
- Rhodesias luftvåben
- Sydafrikas luftvåben
- Vietnams luftvåben
- United States Air Force
- Thailands luftvåben